# James Willard Schultz

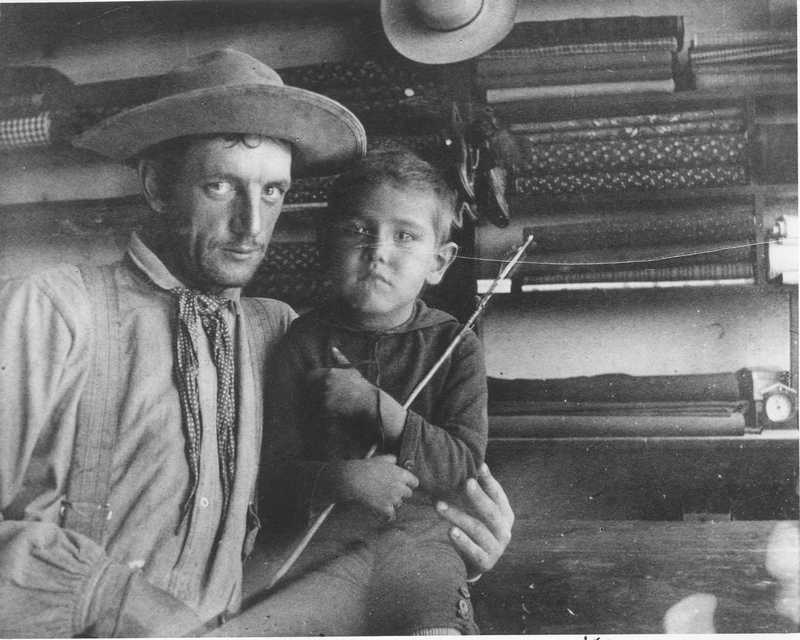
James Willard Schultz mit seinem Sohn Hart Merriam Schultz (Lone Wolf) 1884

James Willard Schultz (* 26. August 1859 in Boonville im US-Bundesstaat New York; † 11. Juni 1947 in der Wind River Indian Reservation in Wyoming), indianisch Apikuni genannt, war ein amerikanischer Schriftsteller, der in jungen Jahren ein Leben als Jäger und Händler im amerikanischen Westen geführt und eine Zeitlang bei einem Stamm der Schwarzfußindianer im nordwestlichen Teil von Montana gelebt hat. Dabei entdeckte er auch ein eiszeitliches Gletschergebiet, das später als Glacier-Nationalpark unter Schutz gestellt wurde. Von all diesen Eindrücken bewegt, begann James Willard Schultz darüber zu schreiben, zunächst Artikel für Zeitungen und dann Bücher, von denen zu seinen Lebzeiten weit über dreißig Stück, mit sachlichem wie auch fiktivem Inhalt, veröffentlicht worden sind.

## Lebensabriss
Boonville, der Geburtsort von James Willard Schultz, war eine Gemeinde im Oneida County. Hier wuchs er auch auf und begleitet von seinem Vater und erfahrenen Jägern machte er als Kind und Jugendlicher viele Jagdausflüge durch die Adirondack Mountains, die oben im nordöstlichen Teil des Staates New York lagen. — Im Sommer 1877 gaben ihm seine Eltern ihre Einwilligung für einen Jagdausflug nach Montana. Von seiner Mutter bekam er dafür 500 Dollar mit der Bedingung, dass er im Herbst zurückkehren und dann nach West Point gehen solle, aber er kehrte zu der vereinbarten Zeit nicht zurück. (Sehr viel später kam er noch einmal  in seinen Heimatort zurück, aber die geistige Enge dort und die Sehnsucht nach seiner indianischen Frau Natahki ließen ihn nach wenigen Monaten wieder in die Wildnis zurückkehren.)
In Montana ist James Willard Schultz zuerst nach Fort Benton am Missouri gegangen und hat dann in den Great Plains Bisons gejagt.
Um das Jahr 1880 herum wurde der Jäger auch noch zum Händler, als er zusammen mit einem Partner einen Handelsposten irgendwo am Marias gründete, und dann zum Indianer in einem Stamm der Schwarzfüße, den (südlichen) Piegan, die im nordwestlichen Teil von Montana am Rande der Rocky Mountains beheimatet waren. Er wurde von einem Häuptling adoptiert und bekam den indianischen Namen Apikuni, was nach der englischen Übersetzung so viel wie ‚Geflecktes Gewand‘ hieße. Zwei bis drei Jahre lang hat er vermutlich unter den Piegan, die auch Blackfeet genannt wurden, gelebt und seine Anpassung an das indianische Leben soll sogar so weit gegangen sein, dass er an Kriegszügen gegen feindliche Stämme teilgenommen hat. Und irgendwann in dieser Zeit hat er auch eine Indianerin aus seinem Stamm geheiratet: Natahki, die ihn auch in das zivile Leben begleitet und die er später literarisch verewigt hat.

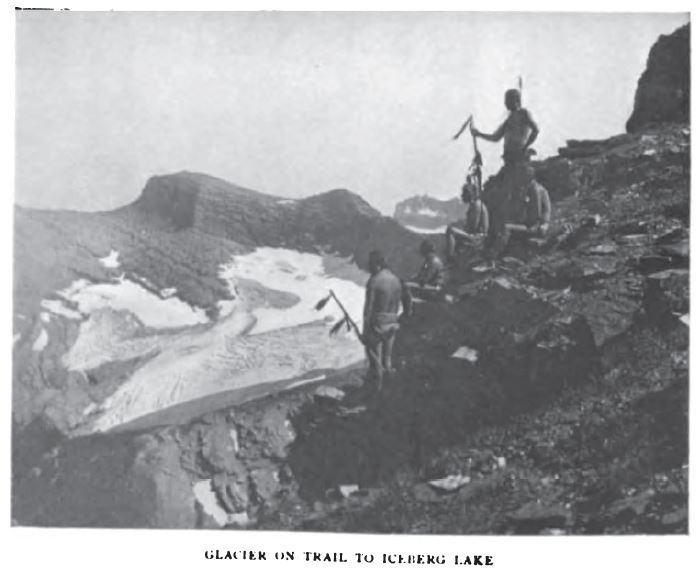
Eine Illustration aus dem Buch Blackfeet Tales of Glacier National Park von J. W. Schultz aus dem Jahre 1916

1885 schickte er einen Artikel an Forest and Stream, eine Zeitschrift, die sich, allgemein gesagt, mit Naturerlebnissen wie Angeln, Wandern, Camping usw. befasste und schon damals energisch für den Naturschutz eintrat. Dadurch wurde er mit George Bird Grinnell bekannt, der zu der Zeit Herausgeber von Forest and Stream war. Unter der Führung von Schultz hat Grinnell die Region während mehrerer Jagdausflüge in der nächsten Zeit kennengelernt und er ist dann später einer der aktivsten Initiatoren zur Gründung des Glacier-Nationalparks im Jahre 1910 gewesen. Die beiden Männer haben auch eine Freude daran gehabt, auffällige Natur-Merkmale wie Berge, Seen, Gletscher usw. mit Namen zu bezeichnen und in den kommenden Jahren hat James Willard Schultz als professioneller Führer noch viele andere Besucher — wohl bis in die 1930er Jahre hinein — in dieser Region herumgeführt und sich mit weiteren Artikeln sein Geld verdient. Außer für Forest and Stream hat er u. a. für die beiden Jugendzeitschriften Youth’s Companion und The American Boy gearbeitet und 1902 ist er eine Zeit lang Rezensent in Kalifornien bei der Los Angeles Times gewesen.
1907 wurde sein erstes Buch veröffentlicht, in dem er sein Leben unter den Schwarzfußindianern schildert und dabei Natahki besonders erwähnt. Das Buch ist in den 1920er Jahren auch in Deutschland in zwei Bänden herausgekommen, die beide von dem amerikanischen Maler und Ethnografen Frederick Weygold mit Buchschmuck und Erklärungen versehen worden sind. Danach ist James Willard Schultz weiter noch recht produktiv gewesen und hat bis zum Jahr 1940 an über dreißig Bücher (immer bei dem Verlag Houghton Mifflin Company in Boston) veröffentlicht.

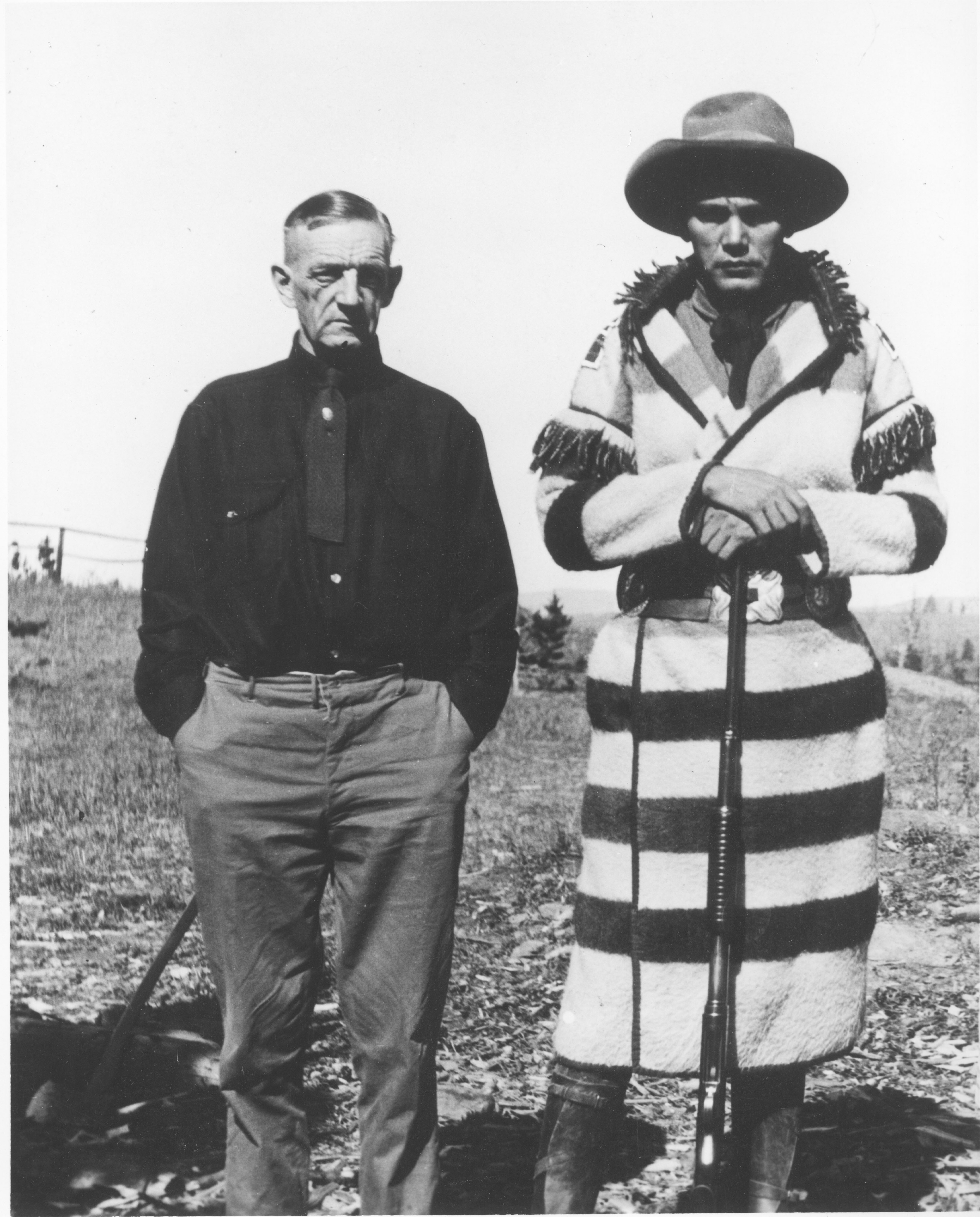
James Willard Schultz und Hart Merriam Schultz im Jahre 1920

Natahki, seine indianische Frau, war schon 1903 gestorben. Er hat danach noch zweimal wieder geheiratet. Die letzte Ehe schloss er 1932 mit Jessie Louise Donaldson, einer Professorin an der Montana State University, die sehr viel Anteil an seiner literarischen Arbeit genommen und einige Artikel nach seinem Tode über ihn verfasst hat. An Kindern hat er wohl nur einen Sohn gehabt, den Natahki ihm 1882 geboren hatte: Hart Merriam Schultz (Lone Wolf), der in seinem Leben ein anerkannter Maler und Bildhauer geworden ist und auch einige Bücher seines Vaters illustriert hat.
1931 verletzte sich James Willard Schultz, dessen Gesundheit in den letzten drei Jahrzehnten seines Lebens ohnehin sehr labil gewesen sein soll, schwer an der Wirbelsäule. Bei der Behandlung dieser Verletzung wurde er von Morphium abhängig, was er aber bekämpfte und nach einem Jahr überwunden hatte. Weitere Verletzungen erlitt er in den 1940er Jahren und nach einer besonders schweren im September 1944 in seinem Haus in Denver, zog er nach deren Behandlung (wohl aus Pflegegründen) an irgendeinen Ort in der Wind River Reservation in Wyoming.
James Willard Schultz starb am 11. Juni 1947 in der Wind River Reservation in Wyoming. Auf seinen Wunsch hin wurde er in der Blackfeet Indian Reservation in Montana auf dem Begräbnisplatz von Natahkis Familie beigesetzt.

## Werke von J. W. Schultz
Englische Ausgaben
- My Life as an Indian: The Story of a Red Woman and a White Man in the Lodges of the Black Feet, Verlag Doubleday, Page & Co, New York 1907 (Digitalisat)
- With the Indians in the Rockies, Verlag Houghton Mifflin Company, Boston 1912 (Digitalisat)
- Sinopah: The Indian Boy, Verlag Houghton Mifflin Company, Boston 1913
- On the Warpath, Verlag Houghton Mifflin Company, Boston 1914
- Blackfeet Tales of Glacier National Park, Verlag Houghton Mifflin Company, Boston 1916
- Apauk-Caller of Buffalo, Verlag Houghton Mifflin Company, Boston 1916 (Digitalisat)
- The Gold Cache, Verlag Houghton Mifflin Company, Boston 1917
- Bird Woman: The Guide of Lewis and Clark, Verlag Houghton Mifflin Company, Boston 1918
- Lone Bull’s Mistake: A Lodgepole Chief Story, Verlag Houghton Mifflin Company, Boston 1918
- Rising Wolf: The White Blackfeet, Hugh Monroes Story of his first year on the plains, Verlag Houghton Mifflin Company, Boston 1919
- In the Great Apache Forest, Verlag Houghton Mifflin Company, Boston 1919
- The War-Trail Fort: Further Adventures of Thomas Fox and Pitamakan, Verlag Houghton Mifflin Company, Boston 1921
- Seizer of Eagles, Verlag Houghton Mifflin Company, Boston 1921
- Trail of the Spanish Horse, Verlag Houghton Mifflin Company, Boston 1922
- The Danger Trail: A Thrilling Story of the Fur-Traders, Verlag Houghton Mifflin Company, Boston 1923
- Friends of My Life as an Indian, Verlag Houghton Mifflin Company, Boston 1923
- Plumed Snake Medicine, Verlag Houghton Mifflin Company, Boston 1924
- Questers of the Desert, Verlag Houghton Mifflin Company, Boston 1925
- Signposts of Adventure: Glacier Nationalpark as the Indians know it, Verlag Houghton Mifflin Company, Boston 1926
- Sun Woman: A Novel, Verlag Houghton Mifflin Company, Boston 1926
- William Jackson: Indian Scout, Verlag Houghton Mifflin Company, Boston 1926
- A son of the Navahos, Verlag Houghton Mifflin Company, Boston 1927
- Red Crow’s Brother, Verlag Houghton Mifflin Company, Boston 1927
- In Enemy Country, Verlag Houghton Mifflin Company, Boston 1928
- Skull Head The Terrible, Verlag Houghton Mifflin Company, Boston 1929
- The White Beaver, Verlag Houghton Mifflin Company, Boston 1930
- Sun God’s Children, Koautor Jessie Louise Donaldson, Verlag Houghton Mifflin Company, Boston 1930
- Friends and Foes in the Rockies, Verlag Houghton Mifflin Company, Boston 1931
- Alder Gulch Gold, Verlag Houghton Mifflin Company, Boston 1933
- Gold Dust, Verlag Houghton Mifflin Company, Boston 1934
- The White Buffalo Robe, Verlag Houghton Mifflin Company, Boston 1936
- Stained Gold, Verlag Houghton Mifflin Company, Boston 1937
- Short Bow’s Big Medicine, Verlag Houghton Mifflin Company, Boston 1940

Deutsche Ausgaben
- Natahki und ich. Mein Leben unter den Schwarzfußindianern, Ernte Verlag, Hamburg 1922 (Nachdruck: Köln 1974)
- In Natahkis Zelt. Mein Leben als Indianer, Ernte Verlag, Hamburg 1925 (Nachdruck: Köln 1974)
- Der weiße Büffel und andere Erzählungen von den Schwarzfußindianern, Verlag Velhagen & Klasing, Bielefeld 1926
- Indianerfrauen, Auszug aus In Natahkis Zelt, Serie: Deutsche Jugendbücherei Nr. 377, Verlag Hermann Hillger, Berlin und Leipzig 1931
- Sohn des Navaho I, Kleine Jugendreihe, Verlag Kultur & Fortschritt, Berlin 1960
- Sohn des Navaho II, Kleine Jugendreihe, Verlag Kultur & Fortschritt, Berlin 1960
- Der Irrtum des Einsamen Bison, Kleine Jugendreihe, Verlag Kultur & Fortschritt, Berlin 1960
- Sucht mich in der Prärie. Mein Leben als Indianer, Verlag Scherz, Bern und München 1983
- Sucht mich in der Prärie. Mein Leben als Indianer, Verlag Ullstein, Frankfurt am Main, Berlin, Wien 1985